# Интернализација
Интернализација је појам који означава преношење извесних спољашњих норми, стандарда, односа и акција на унутрашњи, ментални план, који се, тако, доживљавају као властити.